# Скотч

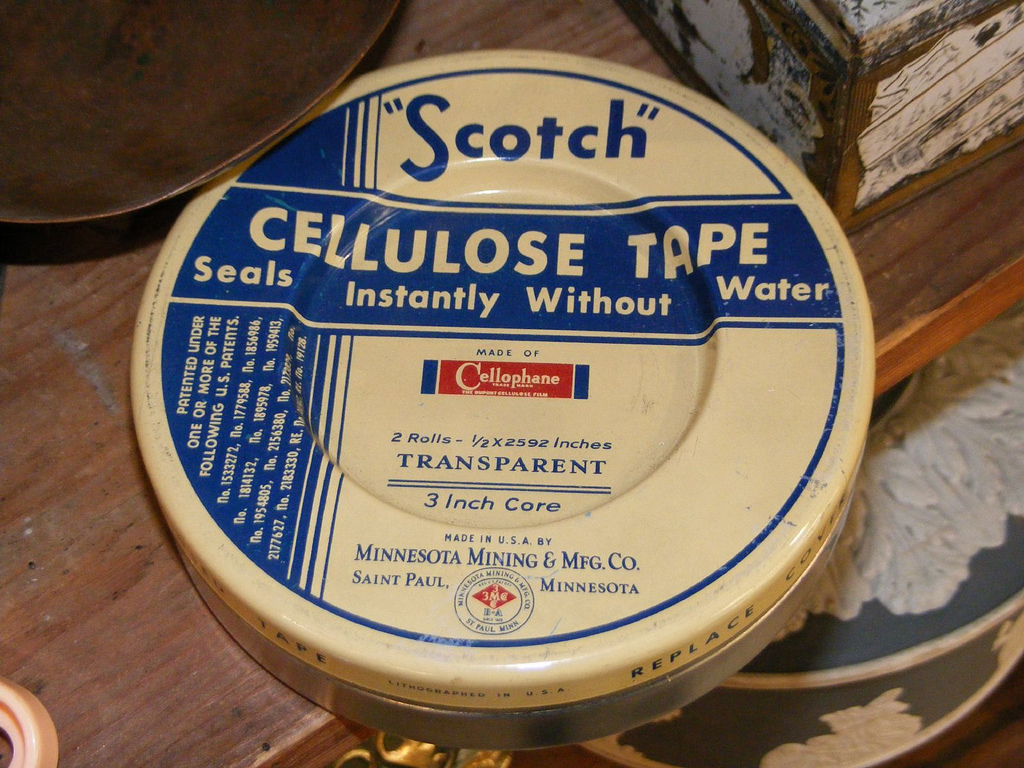
Винтажная упаковка клейкой ленты марки «Scotch»

Скотч (Scotch Tape) — разновидность клейкой ленты, изобретённая в 1925 году американским инженером из компании 3M Ричардом Дрю.

## История создания
В 1923 году Ричард Дрю заметил, что мастера в автосервисах испытывают определённые трудности при проведении покрасочных работ. В те годы очень популярной была покраска автомобиля в два цвета, однако мастера не могли достаточно надежно защитить те части кузова, которые уже были окрашены, от попадания на них краски другого цвета. В итоге граница между частями кузова разных цветов была неаккуратной. Идея состояла в том, чтобы создать клейкую ленту, которая ровно и надежно приклеивалась бы к кузову и не портила краску при удалении. Кроме того, лента должна была быть водостойкой. Только через три года поисков, в 1925 году, команда Ричарда Дрю добилась своего. В целях экономии уже порядком потраченных средств клей нанесли только на края ленты. Клиенты настоятельно рекомендовали не скупиться на клей, а саму ленту прозвали «Скотч» (Скотч — по-английски «шотландка», другое значение «скупой»). Считается, что именно тогда, во время испытаний клейкой ленты, мастер воскликнул: «Заберите эту ленту обратно вашим шотландским боссам [Scotch bosses] и скажите им, чтобы нанесли на неё побольше клея!». Это обозначение впоследствии стало применяться к целой линии лент 3M.
Доработка клейкой ленты продолжилась, и в 1930 году была представлена клейкая лента на целлофановой основе, полностью покрытая клеящим веществом и названная «Scotch Cellophane Tape». Новый продукт так понравился потребителям, что компанией было принято решение о запуске полномасштабного производства клейкой ленты Scotch. Она использовалась для запечатывания упаковок пищи, пакетов с одеждой, ремонта различных предметов и других бытовых целей.
В 1932 году Джон А. Борден (John A. Borden), другой инженер 3М, представил диспенсер для клейких лент. В 1939 году компания 3М представила культовый диспенсер «улитка». Первая версия была сделана из листового металла, а через год из пластика.
В 1950-х годах в рекламе клейкой ленты Scotch стал использоваться нарисованный мальчик в килте Scotty McTape, который стал персонажем-талисманом бренда на два десятилетия.

## Рентгеновское излучение
В 1953 году в ходе исследований советских ученых было установлено ранее неизвестное свойство клейкой ленты. Как оказалось, в условиях вакуума в месте отрыва клейкой ленты от поверхности появляется рентгеновское излучение. Причина этого явления — триболюминесценция. Исследования данного свойства продолжались, и в 2008 году американские ученые в серии экспериментов обнаружили, что мощности такого излучения достаточно для получения характерного рентгеновского изображения на фотобумаге.